# Dark Shadows (film)
Dark Shadows is een Amerikaanse film uit 2012, gebaseerd op de gelijknamige soapserie. De film is geregisseerd door Tim Burton. Hoofdrollen worden vertolkt door Johnny Depp, Michelle Pfeiffer en Helena Bonham Carter. De film werd ook in IMAX-3D uitgebracht.

## Verhaal
In 1760 vertrekt de familie Collins naar een vissersdorpje in Maine in de Verenigde Staten. Al snel richten ze een succesvolle zaak op en wordt het dorp naar hen vernoemd: Collinsport. De zoon van de familie Collins, Barnabas, is een notoire rokkenjager. Op een dag breekt hij het hart van de familie Collins' bediende, Angelique Bouchard. Angelique is naast een huishoudhulp ook een gemene heks en ze besluit de familie Collins te vervloeken.
Als eerste zorgt ze ervoor dat de ouders van Barnabas omkomen. Vervolgens laat ze Barnabas' ware liefde, Josette, zichzelf van Widow's Cliff gooien. Een plaats waar menig man al zelfmoord heeft gepleegd. Wanhopig rent Barnabas Josette nog achterna, maar hij is te laat en ziet hoe ze zichzelf van de klif gooit. In alle staten besluit hij dan maar haar achterna te springen. Tot zijn verbazing overlijdt hij echter niet na de sprong. Angelique heeft alles gezien en hem vervloekt om een vampier te blijven. Maar zelfs dat is haar niet voldoende. Ze zet de dorpbewoners tegen Barnabas op en overtuigt hen ervan dat hij een vampier is - wat eigenlijk niet eens een leugen is. Met toortsen en rieken komen de dorpsbewoners Barnabas achterna. Zijn lot is bezegeld: hij wordt opgesloten in een kist en begraven.
Daar ligt Barnabas noch dood noch levend tot hij in 1972 wordt opgegraven door werklui. Gedreven door een enorme dorst zuigt Barnabas alle werkmannen leeg. Daarna trekt hij terug naar zijn vroegere huis, dat de tand des tijds maar met moeite heeft kunnen doorstaan, en waar nu de laatste generatie van de familie Collins woont.
In dat huis wonen, naast Elizabeth Collins Stoddard, de vrouw des huizes, Roger Collins, de broer van Elizabeth, Carolyn Collins, de rebelse dochter van Elizabeth, en David Collins, het zoontje van Roger dat met psychologische problemen kampt, ook nog de bediendes Willy Loomis en Mrs. Johnson. Verder heeft Elizabeth ook nog dokter Hoffman in huis gehaald om David te helpen door middel van therapie. Ook Victoria Winters woont in het huis in als nanny voor David. Al snel wordt duidelijk wat de psychologische problemen van David juist inhouden, want zijn moeder stierf een tijd geleden en sinds die tijd beweert hij nog steeds met haar te praten. Victoria lijkt de enige die wat belang hecht aan Davids verhalen. Ze vertelt dat ze het niet onmogelijk acht dat mensen met geesten zouden kunnen spreken. Niet zo heel raar, want Victoria (in het geheim Maggie Everett), is al haar hele leven bevriend met de geest van Josette, en ziet haar regelmatig door het landhuis vliegen.
Wanneer Barnabas arriveert in het landhuis, besluit hij eerst Willy Loomis te hypnotiseren, want je weet maar nooit wanneer dat van pas zou komen. Daarna ontmoet hij Elizabeth als eerste in het huis en probeert haar te overtuigen dat hij wel degelijk de Barnabas Collins is die ruim 2 eeuwen geleden leefde. Aanvankelijk gelooft Elizabeth hem niet, maar nadat Barnabas haar een geheime ruimte kan tonen, waarin een schat verborgen ligt, verandert ze van gedachten. Het tweetal besluit het feit dat Barnabas een vampier is geheim te houden en de schat te gebruiken om de familie Collins opnieuw de glorie van weleer te geven: het landgoed wordt gerestaureerd en ook de visfabriek wordt in ere hersteld.
Ook de heks Angelique is nog niet dood. Ze gaat in Collinsport door het leven als Angie, een succesvolle zakenvrouw. Haar visserijbedrijf Angel Bay Fish is het bedrijf dat de economie van het vissersdorp Collinsport aantrekkelijk houdt en dat maakt haar dan ook geliefd bij de dorpsbewoners. Wanneer Angie ontdekt dat Barnabas letterlijk is opgestaan uit zijn graf besluit ze hem terug te winnen en de liefde te vergaren die ze nooit heeft ontvangen. Eerst lijkt dit wel te lukken. Als ze Barnabas in haar kantoor uitnodigt, verleidt ze hem en hij gaat daar gewillig in mee. Angie krijgt Barnabas zelfs zo ver met haar de liefde te bedrijven en terwijl ze dat doen, slopen ze het hele kantoor. Na de vrijpartij schijnt Barnabas zich toch te bedenken. Hij bekent haar dat hij al verliefd is op Victoria en besluit Angelique een tweede maal te verlaten.
Barnabas heeft echter geen idee hoe hij een vrouw van deze tijd voor zich kan winnen, want de verleidingstechnieken zijn in de afgelopen 200 jaar behoorlijk veranderd. Wanhopig vraagt Barnabas dan maar aan de rebelse puber Carolyn Collins om verleidingstips. Zij zegt hem dat hij meer in de echte wereld moet leven, waarop Barnabas erop uittrekt en hippie-vrienden maakt. De hippies kunnen het goed vinden met Barnabas en laten hem mee jointjes roken rond hun kampvuur. Barnabas vertelt hun wat hij voelt voor Victoria en hoe het komt dat ze nooit samen zullen kunnen zijn. De hippies bewonderen Barnabas om zijn poëtische teksten, en Barnabas is erg blij met hun begrip. Het spijt hem dan ook enorm dat hij ze vervolgens toch als toetje zal moeten gebruiken om zijn dorst naar bloed mee te lessen.
Ook dokter Hoffman heeft intussen belangstelling voor Barnabas gekregen. Ze besluit hem te hypnotiseren om hem zo uit zijn fantasieën te verlossen. Tijdens de hypnose constateert ze echter dat de zogezegde fantasieën van Barnabas geen fantasieën zijn, maar waarheid. Dr. Hoffman reageert zowel overstuur als gefascineerd. Wanneer haar fascinatie de overhand neemt, besluit ze Barnabas verder te onderzoeken.
Tijdens het avondeten krijgt Barnabas een lumineus idee. Nadat hij het landhuis heeft laten restaureren en het familiebedrijf nieuw leven heeft ingeblazen, besluit hij nu de familienaam wat populairder te maken bij de dorpsbewoners. Voor iemand uit 1760 is de beste manier daarvoor het geven van een bal. Carolyn legt hem geagiteerd uit dat een bal tegenwoordig een fuif wordt genoemd. Bovendien is het noodzakelijk om een rockster als Alice Cooper uit te nodigen. Het is niet helemaal duidelijk hoe Barnabas het voor elkaar krijgt, maar er komt een fuif met Alice Cooper - die door Barnabas overigens een afschuwelijk lelijke vrouw wordt gevonden. Tijdens het feest verklaren Victoria en Barnabas elkaar de liefde, en wisselen ze hun eerste kus uit. De jaloerse heks Angie slaat hen vanaf een gordijn gade, en beraadt zich op een nieuwe vloek.
Op het feest betrapt Barnabas Roger Collins op het stelen van portefeuilles en op het flikflooien met een vreemde vrouw. Hij confronteert hem hiermee en stelt hem voor een ultimatum: of Roger wordt een voorbeeldvader voor David of hij verlaat het landhuis ogenblikkelijk. Roger verkiest het laatste. Wanneer hij de volgende morgen afscheid neemt van David, rent deze in paniek weg. Daarbij stoot hij echter de ladder op, waarop de bediende Willy Loomis net de grote discobal van het feest aan het demonteren is. Door pijlsnel te reageren redt Barnabas David, maar daardoor staat hij ook in de zon en vat hij vlam. Op die manier ontdekt heel de familie Collins en Victoria zijn geheim. Op dat moment besluit Victoria dat hun liefde onmogelijk is, want hij leeft in het donker en zij in het licht.
Dokter Hoffman beweert een oplossing te hebben gevonden voor de ziekte van Barnabas. Als hij het vampierenbloed dat hij door zijn aderen heeft stromen nu eens vervangt door mensenbloed. Misschien wordt hij dan wel weer mens? Ze besluiten het te proberen en door middel van bloedtransfusies tappen ze het vampierenbloed van Barnabas af. Een paar dagen later stormt Barnabas verwilderd het bureau van dokter Hoffman binnen om haar iets te melden. Tot zijn grote verbazing ziet hij haar daar zitten met een van zijn transfusies in haar arm. Hij leidt hieruit af dat ze een vampier probeert te worden en besluit daarop prompt haar te vermoorden. Haar lijk dumpt hij samen met Loomis, die nog steeds onder hypnose is, in zee.
Angie laat Barnabas voor een laatste maal in haar kantoor roepen. Deze keer niet om hem te verleiden - of toch niet onmiddellijk - maar om hem een zakelijk voorstel te doen. Ze wil hun twee bedrijven fuseren en zo Barnabas aan haar binden. Barnabas meldt haar inschikkelijk "dat ze haar welgevormde lippen tegen zijn achterste mag zetten", ofwel "neen!". Woedend laat Angie Barnabas opnieuw in een kist opsluiten, maar besluit hem deze keer niet te begraven. Tenminste niet voor ze hem alles heeft afgenomen waar hij in korte tijd van is gaan houden. Als eerste steekt ze zijn fabriek in brand. Daarna laat ze de dorpbewoners een bekentenis van Barnabas horen waarop hij uitlegt dat hij niet enkel dokter Hoffman, maar ook de werkmannen en lieve ongeschoren jongeren (daarmee bedoelt hij de hippies) heeft gedood. De dorpsbewoners reageren laaiend en trekken gezamenlijk naar het landhuis.
David die Barnabas gevolgd was, bevrijdt hem uit zijn kist en het tweetal haast zich naar het landhuis om de schade te beperken. Helaas ontaardt "de-schade-beperken" in een groot gevecht waarbij Elizabeth het halve huis kapotschiet met een geweer, Carolyn een weerwolf blijkt te zijn (als gevolg van de vloek van Angie) en ook Angie ten overstaan van alle dorpsbewoners als heks wordt ontmaskerd. De moeder van David beslecht de strijd in haar geestgedaante en Angie legt het loodje.
Daarna haast Barnabas zich naar Widow's Cliff, want de kans is groot dat hij daar opnieuw een geliefde verliest. Victoria marcheert al dan niet onder de vloek van Angie naar de klif om eraf te springen. Hoewel Barnabas net op tijd is om haar tegen te houden, vertelt ze hem dat hun relatie geen stand kan houden, zolang zij in het licht en hij in het donker leeft. Ze verwacht ze van Barnabas dat hij haar ook een vampier maakt. Wanneer hij weigert, gooit ze zichzelf van de klif. Gek van verdriet springt Barnabas achter haar aan, en ervan overtuigd dat het de enige manier is om haar te redden, bijt hij haar toch. Wanneer het tweetal aan de onderkant van de klif is neergestort, en Victoria - inmiddels tot vampier getransformeerd - haar ogen opent, zegt ze dat Barnabas haar Josette mag noemen - de twee geleken ook merkwaardig veel op elkaar - en de vloek is opgeheven.
Eind goed, al goed zou je dan denken. Maar dokter Hoffman ligt nog steeds op de bodem van de oceaan. Weliswaar ontwaakt omdat ze blijkbaar toch al een vampier was geworden...

## Rolverdeling
- Johnny Depp: Barnabas Collins
- Eva Green: Angelique Bouchard
- Michelle Pfeiffer: Elizabeth Collins Stoddard
- Jonny Lee Miller: Roger Collins
- Chloë Grace Moretz: Carolyn Stoddard
- Gulliver McGrath: David Collins
- Helena Bonham Carter: Dr. Julia Hoffman
- Jackie Earle Haley: Willie Loomis
- Bella Heathcote: Victoria Winters
- Ray Shirley: Mevrouw Johnson
- Ivan Kaye: Joshua Collins
- Christopher Lee: Bill Malloy
- Alice Cooper: Zichzelf
- Thomas McDonell: Jonge Barnabas Collins

Jonathan Frid, Lara Parker, David Selby en Kathryn Leigh Scott, alle vier acteurs uit de originele serie, hebben cameo’s in de film als gasten op het bal in Collinwood Manor.

## Achtergrond

### Productie
In juli 2007 kocht Warner Bros. de filmrechten op Dark Shadows. Het project liep vertraging op door de staking van de Writers Guild of America in 2007 – 2008. Nadat de staking voorbij was, kreeg Tim Burton de regie voor de film toegewezen. In 2009 werd John August ingehuurd om het scenario te schrijven. In 2010 werd hij vervangen door Seth Grahame-Smith. August wordt echter nog wel op de aftiteling vermeld als schrijver.
De opnames begonnen in mei 2011, en vonden geheel plaats in Engeland. Binnenopnames vonden plaats in de Pinewood Studios. Voor Tim Burton en Johnny Depp betekende de film hun achtste samenwerking. Ook andere mensen met wie Burton vaker samen had gewerkt verleenden hun medewerking aan de productie, waaronder Rick Heinrichs, kostuumontwerper Colleen Atwood, filmeditor Chris Lebenzon, en componist Danny Elfman.

### Reclamecampagne
De trailer voor de film werd voor het eerst vertoond tijdens The Ellen DeGeneres Show op 15 maart 2012. Diezelfde dag werd de trailer op internet geplaatst.